# Памук (посёлок)
Памук (узб. Pomuq / Помуқ) — посёлок городского типа, расположенный на территории Миришкорского района Кашкадарьинской области Республики Узбекистан.
В 1979—2003 годах (за исключением 1988—1990 годов, когда район не существовал) являлся административным центром Бахористанского района Кашкадарьинской области.
Статус посёлка городского типа с 2009 года.

## Население
По данным переписи 1986 года, в посёлке проживало 4 800 человек.